# Greenville (Kalifornien)
Greenville ist ein census-designated place (CDP) im Plumas County im US-Bundesstaat Kalifornien mit 1026 Einwohnern (Stand: 2020). Der Ort liegt nordwestlich des Tals des Indian Creek. Nach Angaben des US-Zensusamtes hat Greenville eine Gesamtfläche von 21 km². Die Volkszählung 2010 erfasste 1129 Einwohner, 2000 waren es noch 1160 Menschen. Große Teile des Ortes, darunter öffentliche Gebäude wie die Bücherei, wurden bei den Waldbränden im August 2021 zerstört.

## Geschichte
Als englischsprachige Siedler in den 1850er Jahren das Tal um das heutige Greenville erreichten, lebte das Volk der Maidu in dieser Gegend schon seit Jahrhunderten. Eines der ersten von den Siedlern erbauten Gebäude war die Pension des Ehepaars Green. Die Stadt wurde nach Herrn Green benannt, der beim Einsturzes des ersten Round Valley Dam starb. Nachdem Henry C. Bidwell 1862 in der Stadt ankam und einen Handelsposten eröffnete, zogen einige Unternehmer aus Round Valley hinunter nach Greenville.

### Brand von 1881
Ein Brand zerstörte 1881 vieles in der Stadt. Der Wiederaufbau geschah schnell. 1882 lebten in Greenville 500 Einwohner.

### Waldbrände von 2021
Im August 2021 zerstörte das sogenannte Dixie Fire einen Großteil der Gebäude in Greenville, auch fast die gesamte Innenstadt. Die Feuerwehr schätzte, dass 75 % der Gebäude zerstört wurden, darunter nahezu die ganze historische Innenstadt und zahlreiche nahegelegene Wohnhäuser.

## Klima
In der Region sind die Sommer heiß und trocken mit Höchsttemperaturen von bis zu 42 °C und die Winter kalt, teils feucht, mit Tiefsttemperaturen bis zu −25 °C. Nach dem Köppen-Geiger-Klimaklassifikationssystem hat Greenville ein warmes, sommertrockenes Mittelmeerklima, das mit Csb auf Klimakarten abgekürzt wird.
|                       | Jan | Feb  | Mär  | Apr  | Mai  | Jun  | Jul | Aug  | Sep  | Okt  | Nov  | Dez  |   |      |
| Mittl. Tagesmax. (°C) | 7,6 | 10,4 | 12,9 | 17,3 | 21,3 | 26,2 | 32  | 31,2 | 27,7 | 21,3 | 13,3 | 8,1  | ⌀ | 19,2 |
| Rekordmaximum (°C)    | 21  | 21   | 25   | 32   | 37   | 37   | 41  | 41   | 42   | 32   | 25   | 21   | ᐃ | 42   |
| Mittl. Tagesmin. (°C) | −6  | −4,1 | −2,4 | −0,8 | 1,8  | 4,2  | 5,9 | 4,9  | 2,5  | −0,3 | −2,7 | −6,1 | ⌀ | −0,2 |
| Rekordminimum (°C)    | −26 | −24  | −26  | −9   | −7   | −4   | −4  | −7   | −9   | −12  | −14  | −20  | ᐁ | −26  |
|                       |     |      |      |      |      |      |     |      |      |      |      |      |   |      |
| Niederschlag (mm)     | 208 | 155  | 134  | 66   | 41   | 20   | 8   | 8    | 20   | 58   | 120  | 157  | Σ | 995  |
|                       |     |      |      |      |      |      |     |      |      |      |      |      |   |      |
| Regentage (d)         | 10  | 9    | 10   | 7    | 6    | 4    | 1   | 1    | 3    | 5    | 7    | 9    | Σ | 72   |

| −6 |

| −4,1 |

| −2,4 |

| −0,8 |

| 1,8 |

| 4,2 |

| 5,9 |

| 4,9 |

| 2,5 |

| −0,3 |

| −2,7 |

| −6,1 |

| −6 |

| −4,1 |

| −2,4 |

| −0,8 |

| 1,8 |

| 4,2 |

| 5,9 |

| 4,9 |

| 2,5 |

| −0,3 |

| −2,7 |

| −6,1 |

## Demographie
Für statistische Zwecke hat das US-Zensusamt Greenville als census-designated place (CDP) definiert.

### Zensus 2010
Im Zensus 2010 hatte Greenville 1129 Einwohner. Die Einwohnerdichte wurde mit 54,5 Einwohnern/km² angegeben. Die Bevölkerungszusammensetzung von Greenville sind 897 (79,5 %) Weiße, 109 (9,7 %) Hispanics oder Latinos, 1 (0,1 %) Afroamerikaner, 133 (11,8 %) amerikanische Ureinwohner, 11 (1,0 %) Asiaten. Es gab keine Pazifischen Insulaner, 17 (1,5 %) Einwohner gehörten weiteren ethnischen Gruppen an, 70 (6,2 %) identifizierten sich mit zwei oder mehr ethnischen Gruppen.
Die gesamte Bevölkerung lebte in Haushalten, niemand lebte in nicht-institutionalisierten Gruppenquartiere und niemand wurde in eine Anstalt eingewiesen.
Es gab 496 Haushalte, in 139 (28,0 %) lebten Kinder unter 18 Jahren, 181 (36,5 %) waren verheiratete zusammenlebende heterosexuelle Paare, 77 (15,5 %) hatten eine weibliche Haushaltsführende ohne anwesenden Ehemann, 25 (5,0 %) hatten einen männlichen Haushaltsführenden im Haushalt lebende Partnerin. Es gab 52 (10,5 %) unverheiratete heterosexuelle Partnerschaften und 3 (0,6 %) homosexuelle Partnerschaften. 171 Haushalte (34,5 %) waren Einpersonenhaushalte und in 67 (13,5 %) lebten Menschen älter als 65 Jahre. Durchschnittlich lebten 2,28 Menschen in einem Haushalt. Es gab 283 Familien (57,1 % der Haushalte), die durchschnittlich aus 2,91 Personen bestanden.
Die Bevölkerung bestand 2010 aus folgenden Altersgruppen: 256 Kinder und Jugendliche (22,7 %) unter 18 Jahren, 78 (6,9 %) Menschen zwischen 18 und 24 Jahren, 227 Menschen (20,1 %) zwischen 25 und 44 Jahren, 378 Menschen (33,5 %) zwischen 45 und 64 Jahren, und 190 Menschen (16,8 %) waren älter als 65. Das durchschnittliche Alter betrug 45,4 Jahre. Auf 100 weibliche Personen kamen 97,4 männliche Einwohner. Auf 100 erwachsene Frauen kamen 95,3 erwachsene Männer.
Es gab 613 Wohneinheiten mit einer durchschnittlichen Dichte von 29,6 pro Quadratkilometer, von den bewohnten Wohneinheiten waren 251 (50,6 %) von den Eigentümern bewohnt und 245 (49,4 %) vermietet. Die Leerstandsquote bei Wohneigentum lag bei 4,9 %, die Leerstandsquote für Mietwohnungen bei 9,2 %. 583 Menschen (51,6 % der Bevölkerung) lebten in Eigentumswohneinheiten, 546 Menschen (48,4 %) lebten zur Miete.

## Bildung
Die Schüler von Greenville besuchen die Indian Valley Elementary School (Grundschule) und die Greenville Junior/Senior High Schools (Sekundarschule). Die Schulen werden vom Bildungsrat des Plumas County und vom Plumas Unified School District verwaltet. Die Maskottchen der Schulen sind das Wolf Pack für die Grundschule und die Indians für beide High Schools.

## Politik
In der kalifornischen Legislative ist Greenville im 1. Senatsbezirk und wird vom Republikaner Brian Dahle repräsentiert, ebenfalls ist es im 1. Bezirk der Staatsversammlung Kaliforniens und wird von der Republikanerin Megan Dahle repräsentiert.
Auf Bundesebene liegt Greenville im ersten kalifornischen Kongressdistrikt, wo es vom Republikaner Doug LaMalfa repräsentiert wird.

## Infrastruktur
- Durch Greenville verläuft die California State Route 89, die von Coleville nach Mount Shasta verläuft.

## Persönlichkeiten
- James Marsters (* 1962), Schauspieler und Musiker
- Bill Wattenburg, Erfinder, Autor und Moderator einer Radio-Talkshow